# Správci osudu
Správci osudu (v anglickém originále The Adjustment Bureau) je americký romantický sci-fi film režiséra George Nolfiho z roku 2011 v hlavních rolích s Mattem Damonem a Emily Bluntovou.

## Děj
Ve volbách v roce 2006 se kongresman David Norris neúspěšně pokouší o zvolení do Senátu. Během nácviku svého povolebního projevu se potká s Elise Sellasovou. Díky její inspiraci pronese David nezvykle upřímný projev, který je dobře přijat a dělá z něj tak jednoho z favoritů pro volby v roce 2010.
O měsíc později se David připravuje na novou práci. V parku Madison Square dostane Harry Mitchell od svého šéfa Richardsona upomínku, aby zařídil, že se David polije v 7:05 kávou a zmešká tak autobus. Mitchell ale usne a David se tak dostane do autobusu, kde potká Elise a získá její telefonní číslo. David přijde do práce a nejde svého kamaráda Charlieho Traynora zamrzlého v čase, jak ho vyšetřují nepřátelští muži v oblecích. David se pokusí utéct, ale je přemožen a odvezen do skladiště. Richardson mu vysvětlí, že jsou správci osudu. Starají se o to, aby životy lidí běžely podle určeného "plánu", komplexního dokumentu, který je tvořen "předsedou". Správci zkonfiskují a zničí poznámku, na které je Elisino telefonní číslo a varují Davida, že pokud někdy odhalí existenci správců, tak bude "resetován". Podle plánu se prý nemá už nikdy s Elise setkat.
Následující tři roky David jezdí pravidelně stejným autobusem, aby znovu potkal Elise. Nakonec ji znovu potká, seznámí se, např. se dozví, že tančí balet. Správci se pokoušejí zabránit tomu, aby se mezi nimi vytvořil nějaký vztah, když mění jejich plány. David utíká před správci městem, aby omezil jejich možnosti ovládat ho a mohl se tak potkat s Elise. Správci využívají obyčejné dveře, s jejichž pomocí se rychle dostávají na vzdálená místa. Jeden z výše postavených správců Thompson zavede Davida zase na skladiště, kde David hájí svoje právo určit si svou cestu. Thompson prozradí, že lidstvo dostalo svobodnou vůli po pádu Římské říše, ale pak nastaly temné časy. Správci znovu převzali kontrolu a stvořili renesanci a osvícenství, ale když lidstvu svobodnou vůli navrátili v roce 1910, tak to vyústilo ve světové války a studenou válku, a tak správci znovu převzali kontrolu. Thompson také prozradí, že bez Elisina vlivu by se David mohl stát prezidentem Spojených států a být světu prospěšný. Pokud s ní zůstane, zničí prý budoucnosti jich obou. Thompson, aby demonstroval svou sílu, způsobí, že si Elise během baletního vystoupení vyvrtne kotník. David ji pak v nemocnici opustí, aby je ochránil od osudu, který Thompson popsal.
O jedenáct měsíců později, znovu v době kampaně, Charlie Davidovi řekne, že se má Elise vdávat. Harry Davida kontaktuje na tajné schůzce během deště a blízko vody, což správcům znemožní je sledovat. Harry odhalí, že Thompson přehnal negativní důsledky vztahu Davida a Elise. Naučí také Davida používat teleportační dveře a vyhýbat se zásahům správců. Těsně před svatbou se David setká s Elise a odhalí ji existenci správců a také jí ukáže, jak cestuje dveřmi. Správci je pak pronásledují New Yorkem. David se rozhodne, že najde předsedu a honičku tak ukončí. Elise chvíli váhá, ale nakonec odejde s Davidem. Společně se dostanou do sídla správců a podaří se jim uniknout.
David a Elise se ale nakonec ocitnou v obklíčení na vyhlídce na GE Building. Před tím, než může být David resetován, si vyznají lásku a políbí se. Než se pustí, tak jsou správci pryč, objeví se Thompson, ale Harry jej přeruší. Ukáže mu předsedův pozměněný plán - od daného momentu je prázdný. Ocení to, že si projevili takovou oddanost, a řekne jim, že jsou volní. Na konci filmu se David a Elise prochází ulicemi a Harry spekuluje o tom, že by předsedův plán mohl připravit lidstvo na to, aby si svoje plány tvořilo samo.

## Obsazení
| Matt Damon         | David Norris                       |
| Emily Bluntová     | Elise Sellas                       |
| Anthony Mackie     | Harry Mitchell                     |
| John Slattery      | Richardson                         |
| Michael Kelly      | Charlie Traynor                    |
| Terence Stamp      | Thompson                           |
| Donnie Keshawarz   | Donaldson                          |
| Anthony Ruivivar   | McCrady                            |
| David Bishins      | Burdensky                          |
| Jennifer Ehle      | barmanka                           |
| Jessica Lee Keller | Lauren, Elisina nejlepší kamarádka |

## Ohlas
Během úvodního víkendu ve Spojených státech snímek utržil přes 21 milionů dolarů a byl tak poražen pouze filmem Rango. V České republice utržil film během prvního víkendu po uvedení přes 88 tisíc dolarů a stal se tak nejúspěšnějším filmem víkendu. Celkové celosvětové tržby filmu činily 127 869 379 dolarů.
U kritiky sklidil film převážně pozitivní reakce. Agregátor filmových recenzí Rotten Tomatoes ohodnotil film 72% na základě 247 recenzí. Roger Ebert z Chicago Sun-Times udělil snímku 3 hvězdičky ze 4 a popsal jej jako "chytrý a dobrý film, který mohl být skvělý, kdyby byl o trochu odvážnější. Mám podezření, že se tvůrci zdráhali sledovat zápletku filmu příliš daleko."